# Daolin
Le Daolin (chinois simplifié : 道林镇 ; chinois traditionnel : 道林鎮 ; pinyin : Dàolín Zhèn) est un bourg du xian de Ningxiang dans la province du Hunan en Chine. Il est entouré par le bourg de Lianhua au nord, les bourg de Hanpu et les cantons de Xiangtang au sud-est et les bourgs de Datunying et Huaminglou à l'ouest. En date du recensement de 2010, il avait une population de 54 500 habitants et une superficie de 112,4 km2.

## Histoire
Pendant la dynastie Song, Xie Ying (谢英) se retira dans le pays, il y habita et l'appela «Daolin» (道林), dans lequel se trouve la tombe de Xie Ying.

## Administration territoriale
Il comprend 1 communauté et 14 villages :
- Daolin ((zh))
- Panlong (盘龙村)
- Qingshi (清石村)
- Tianshi (天石村)
- Huaxinshi (华鑫市村)
- Xinxing (鑫星村)
- Shanshanling (善山岭村)
- Longfeng (垅枫村)
- Qiren (启仁村)
- Shaotanghe (烧汤河村)
- Heqing (河清村)
- Fuhao (富豪村)
- Jinshui (靳水村)
- Jinhua (金华村)
- Qishi (奇石村)

## Géographie
La rivière Jin, un affluent de la rivière Xiang, traverse le bourg.

## Économie
La région regorge d'argile réfractaire.

## Transport
L'autoroute Changsha-Shaoshan-Loudi, qui va de l'est au district de Yuelu de Changsha, et à l'ouest en passant par les bourgs de Huaminglou, Donghutang, Jinshi, Huitang, Yueshan et Hutian jusqu'au district de Louxing de Loudi.
La voie express S61 Yueyang-Linwu dans le Hunan mène à Yueyang et au comté de Linwu en passant par le bourg.
Le train à grande vitesse LGV Shanghai - Kunming traverse le bourg d'est en ouest.

## Personnes notables
- Xie Ying, Écrivain et poète
- Li Zehou
- Lu Shixian
- Jiang Peichang
- Lu Gan
- Lu Diping
- Yang Dazhang